# Cuerpo Nacional de Policía

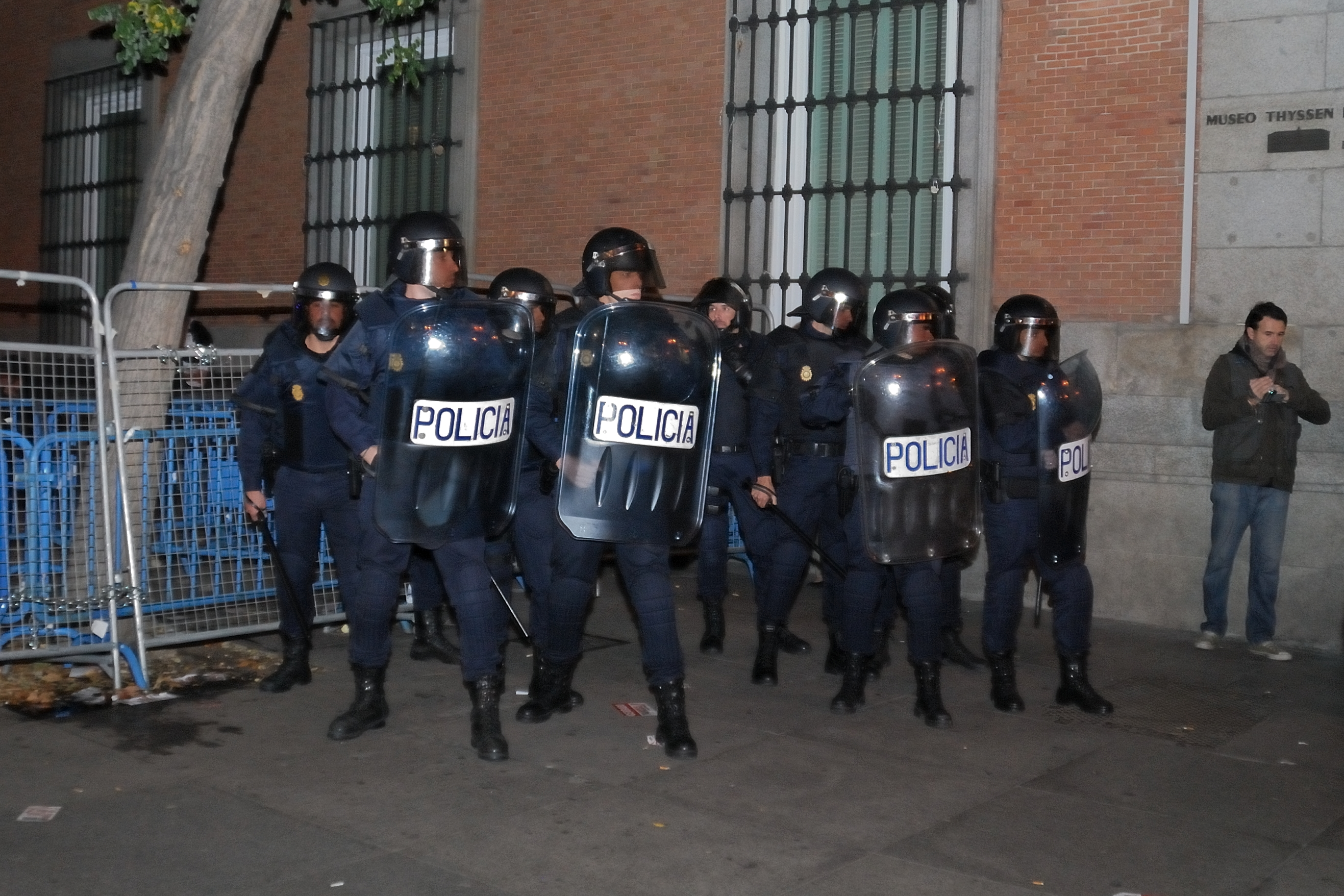
Poliziotti in assetto antisommossa

Il Cuerpo Nacional de Policía (Corpo di polizia nazionale) comunemente abbreviato in CNP è un corpo di polizia spagnolo di natura civile, dipendente dal Ministero dell'interno.
Le competenze del Cuerpo Nacional de Policía variano nelle diverse Comunità autonome, dato che alcuni dei suoi compiti e di quelli della Guardia Civil sono svolti dai Mossos d'Esquadra in Catalogna (dal 1983), dalla Ertzaintza nei Paesi Baschi (dal 1982), dalla Policía Foral de Navarra in Navarra (dal 1987) e dalla Policía Canaria nelle isole Canarie  (dal 2010). In Andalusia, Aragona, Asturie, Galizia e nella Comunità Valenziana ci sono unità della Policía Nacional che operano sotto le direttive delle Comunità autonome in cui sono presenti.

## Storia
Fu creato nel 1978 durante la transizione democratica spagnola per sostituire il Cuerpo de Policía Armada y de Tráfico della Spagna franchista.  Struttura e nome attuale deriva direttamente dalla Costituzione spagnola.
Nel 1986 con la Ley Orgánica de Fuerzas y Cuerpos de Seguridad vengono unificati i Cuerpos de Policía Nacional con il  Cuerpo Superior de Policía in un'unica struttura, che assunse l'attuale denominazione. Si trattava di due corpi di natura molto diversa, poiché il secondo era dedito principalmente alle indagini, rispetto al primo, che fondamentalmente si occupava dell'ordine pubblico.
A differenza della Guardia Civil, che è un Corpo di gendarmeria a ordinamento militare, sono ammessi i sindacati professionali.

## Compiti
Il corpo ha delle funzioni esclusive come lotta alla droga, reati d'immigrazione, gioco d'azzardo, collegamento con le polizia estere tramite Europol e Interpol, controllo sui servizi privati investigativi e sicurezza, rilascio dei passaporti.
Poi, insieme alla Guardia Civil e alle polizie regionali delle comunità autonome, ha le funzioni generali per l'ordine pubblico e la sicurezza.

## Organizzazione
- Dirección General de la Policía 
  - Dirección Adjunta Operativa
  - Subdirección General de Recursos Humanos
  - Subdirección General de Gestión Económica, Técnica y Documental
  - Unidad de Coordinación

### Struttura periferica
- Jefaturas Superiores
- Comisarías Provinciales
- Comisarías Locales
- Comisarías de Distrito

## Specialità

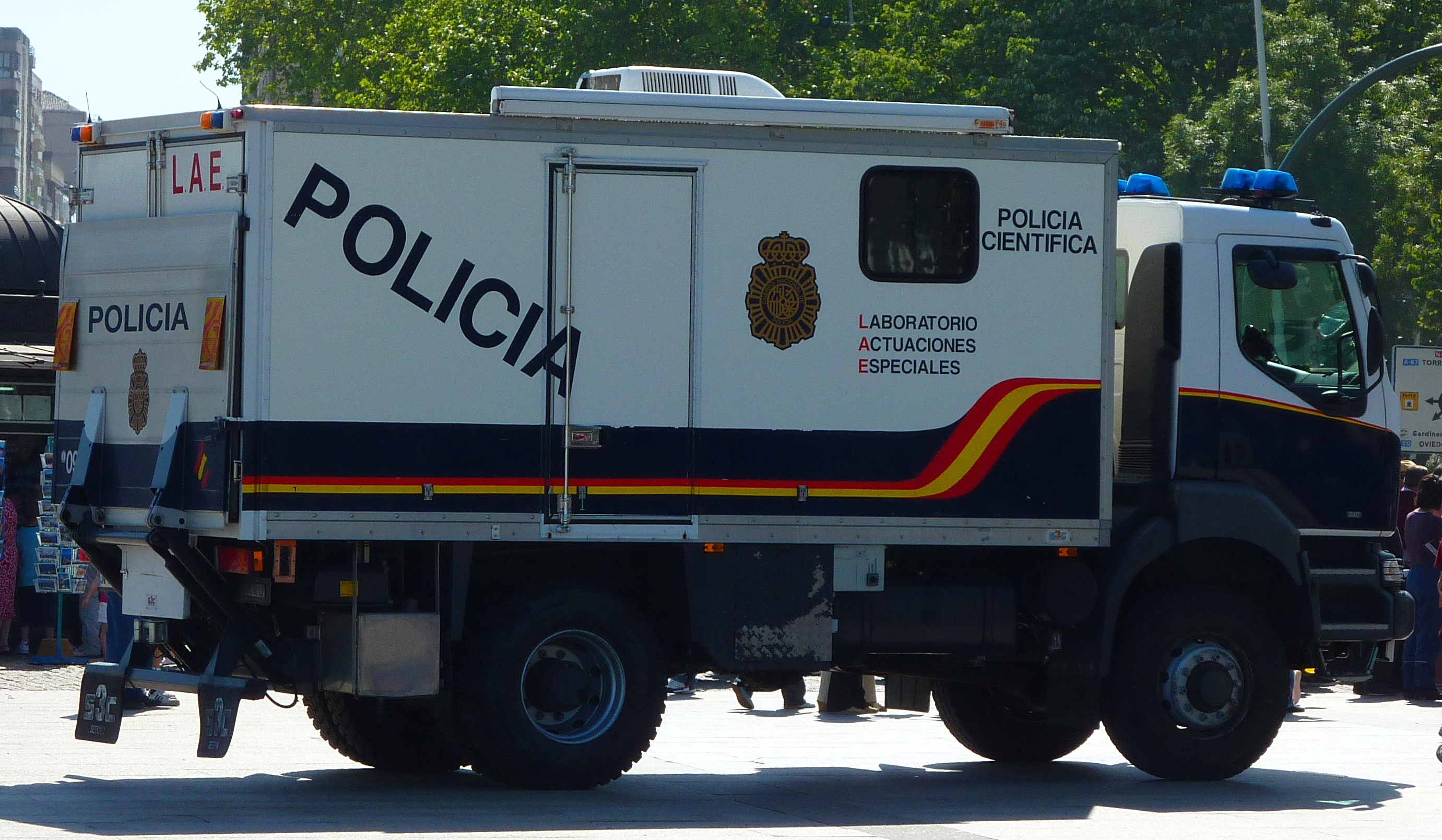
Laboratorio mobile della polizia scientifica

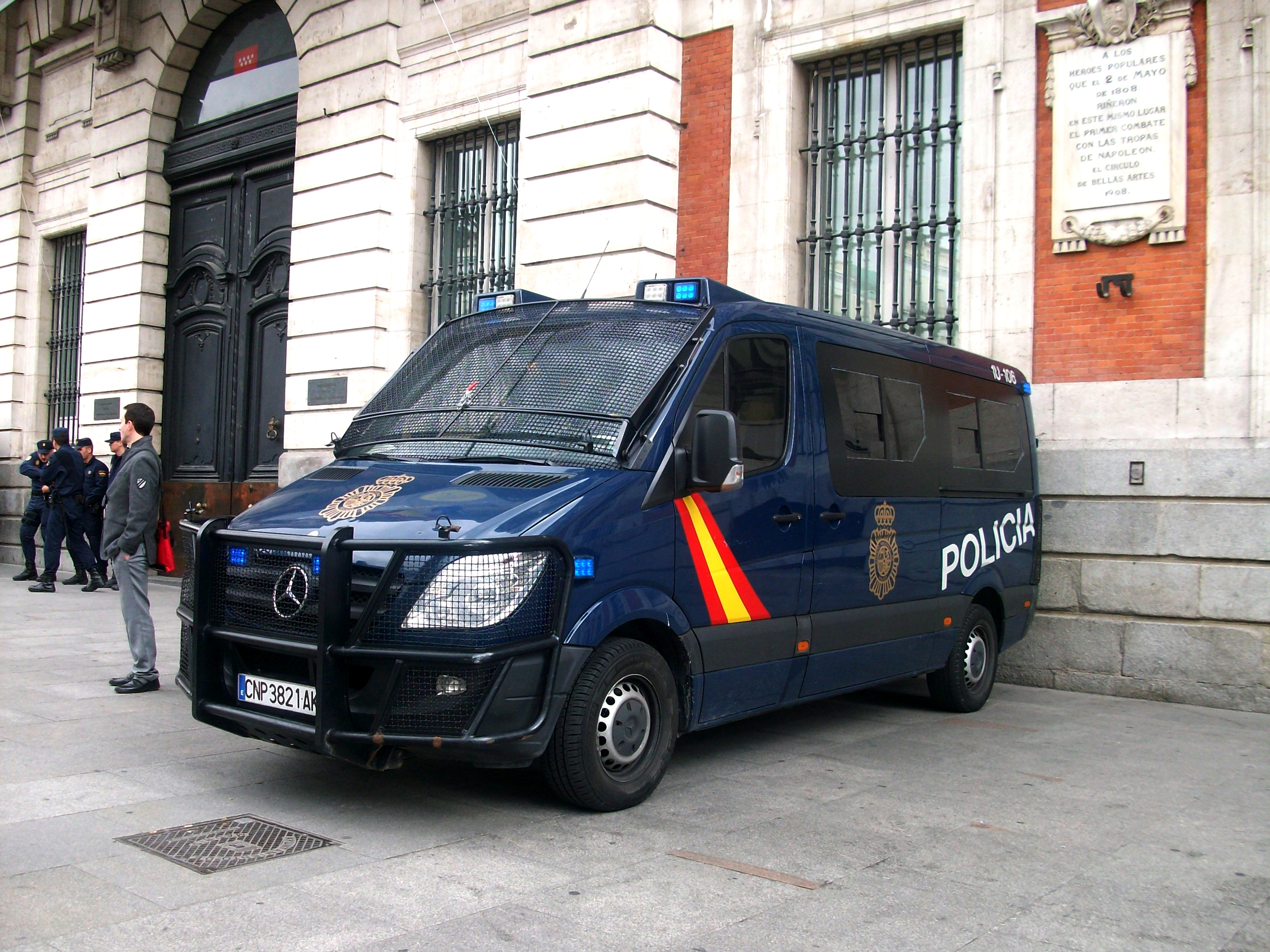
Mercedes-Benz NPC con scudi antisommossa

- Brigada de Investigación Tecnológica (BIT)
- Caballería
- Grupo Especial de Operaciones (GEO)
- Grupo Operativo Especial de Seguridad (GOES)
- Guías Caninos
- Servicio de Medios Aéreos (SMA)
- Policía Científica
- Policía Judicial
- Servicio de Atención a la Familia (SAF)
- Unidad de Subsuelo y Protección Ambiental
- Técnicos Especialistas en Desactivación de Artefactos Explosivos (TEDAX)
- Unidad de Intervención Policial (UIP)
- Unidad de Prevención y Reacción (UPR)
- Grupo Operativo de Respuesta (GOR)
- Grupos de Respuesta Especial para el Crimen Organizado (GRECO)
- Grupo de Localización de Fugitivos
- Unidad de Delincuencia Especializada y Violenta (UDEV)
- Unidad de Droga y Crimen Organizado (UDYCO)
- Brigada Central de Estupefacientes (BCE)
- Unidad Contra las Redes de Inmigración y Falsedades documentales (UCRIF)
- Unidad Central de Protección (UCP)
- Unidad de Asuntos Internos (UAI)
- Unidad de Prevención Asistencia y Protección (UPAP)
- Unidad Central de Apoyo Operativo (UCAO).
- Grupo Operativo de Intervenciones Técnicas (GOIT)